# Alaeddine Ben Chalbi
Alaeddine Ben Chalbi (ar. علاء الدين بن شلبي; ur. 9 maja 2001) – tunezyjski judoka. Uczestnik mistrzostw świata w 2022, 2023 i 2024. Startował w Pucharze Świata w latach 2022 - 2025. Triumfator igrzysk afrykańskich w 2023. Zdobył sześć medali mistrzostw Afryki w latach 2022 - 2025, igrzysk śródziemnomorskich w 2022, a także igrzysk panarabskich w 2023 roku.